# Concierto para quinteto
El Concierto para quinteto es una composición de Astor Piazzolla que fue estrenada en 1971. Se trata de una obra escrita para el Quinteto Nuevo Tango, un ensamble que constaba de bandoneón, violín, piano, contrabajo y guitarra eléctrica. La primera grabación apareció en el homónimo álbum de 1971.

## Contexto histórico
La obra fue estrenada en 1971, por el Quinteto Nuevo Tango, el ensamble donde Astor Piazzolla interpretaba. A finales de la década de 1960 y principios de 1970, Piazzolla estaba en una de sus etapas compositivas más productivas de su carrera.

## Análisis y estructura
La obra originalmente está escrita para un quinteto de bandoneón, violín, guitarra eléctrica, piano y contrabajo. Posee tres movimientos o secciones que se tocan de forma continua (attaca). Tiene una duración aproximada de 9 minutos.
En la pieza se muestra un estilo maduro del compositor.
Tiene tres movimientos en la forma tradicional de concierto: rápido-lento-rápido. Se interpretan en attaca, por lo que da la impresión de una obra ininterrumpida.

### Primer movimiento
El primer movimiento (compases 1-79) es una especie de preludio, cuyos primeros 44 compases utilizan un procedimiento de bajo continuo a partir de una escala en Do♯ menor. Esta interpretación de la escala diatónica descendente es interpretada por el piano y el contrabajo. La pieza da una sensación de regularidad armónica, pero se contrarresta cuando aparecen en los compases 7 y 8 tríadas menores que juntas generan clusters de tritonos.
En el pasaje de los compases 17 a 31, se incrementa el uso de ritmos sincopados que incrementan la tensión, a partir del patrón rítmico con acentos 3 + 3 + 2, en contraposición del ostinato rítmico con el que inicia la pieza en el bajo. En los compases 32 a 40 ocurre un cambio de textura en el bajo con una nota redonda en cada compás, al igual que en el piano con acordes en la mano derecha, mientras que el bandoneón, el violín y la guitarra tocan un pasaje al unísono derivado de un tema previo.
En los compases 41 a 44 se recapitula el material introductorio, pero se rompe y varía en una nueva sección contrapuntística en la que aparecen secuencias de quintas descendentes desde el compás 45 al 61. En el compás 59 aparece un acorde de Do♯7 que crea una disonancia que rompe la cadencia, haciendo que la tonalidad colapse. En los compases 62 a 79, es una transición a la siguiente sección en la que el violín toma el centro de la escena con una melodía lírica y dulce, que crea el ambiente para el estilo del segundo movimiento.

### Segundo movimiento
Este ocurre entre los compases 80 y 158 de la obra. Su tonalidad es ambigua y oscila entre La menor (tonalidad en la que termina el primer movimiento) y Mi♭ mayor. Este movimiento tiene tres secciones (A-B-A), las cuales utilizan el mismo material temático pero en contextos tonales diversos y con diferentes instrumentos. Piazzolla evita las texturas polifónicas en este movimiento y utiliza a los instrumentos como solistas (homofonía).

### Tercer movimiento
El tercer movimiento comienza en el compás 159, en una tonalidad de Do menor. En esta sección se regresa a las técnicas contrapuntísticas, aunque con un motivo nuevo en el bajo, con algunos procedimientos casi-fugados. La textura va construyendo, lentamente, las voces que entran una por una, llegando al clímax en el compás 199 con los instrumentos interpretando al unísono. Casi al final del movimiento, la guitarra eléctrica tiene una sección marcada como «improvisando» con acordes marcados, que le dan la posibilidad de generar una sección improvisada.

## Grabaciones
- Astor Piazzolla: Concierto para Quinteto. RCA Victor, 1971[3]
- Nuevo Tango: Hora Zero. Astor Piazzolla, bandoneón; Héctor Console, contrabajo; Horacio Malvicino, guitarra eléctrica; Pablo Ziegler, piano; Fernando Suárez Paz, violín. AMCL 1013 2, 1986[4]
- The Central Park Concert. Grabación en vivo: 6 de septiembre de 1987. Astor Piazzolla, bandoneón; Héctor Console, contrabajo; Horacio Malvicino, guitarra eléctrica; Pablo Ziegler, piano; Fernando Suárez Paz. Chesky Records, 1994[5]
- Gary Burton – Astor Piazzolla Reunion - A Tango Excursion. Gary Burton, vibráfono; Daniel Binelli, bandoneón; Héctor Console, contrabajo; Horacio Malvicino, guitarra eléctrica; Pablo Ziegler, piano. Concord Jazz, 1998[6]
- Gidon Kremer: Hommage à Piazzolla. Gidon Kremer, violín. Nonesuch, 1996[7]